# Birkenmoor (Meeder)
Birkenmoor ist ein Gut und Gemeindeteil von Meeder im oberfränkischen Landkreis Coburg.

## Geographie
Das Gut Birkenmoor liegt etwa neun Kilometer nordwestlich von Coburg. Durch den Weiler führt eine Gemeindeverbindungsstraße von Meeder nach Neida. Nördlich von Birkenmoor liegt in etwa sechshundert Meter Entfernung die Bahnstrecke Coburg–Bad Rodach.

## Geschichte
Die erste urkundliche Erwähnung Birkenmoors wird auf das Jahr 1340 datiert. Der Ortsname deutet auf ein sumpfiges Gebiet hin. Anfang des 14. Jahrhunderts lag Birkenmoor im Herrschaftsbereich der Henneberger. 1353 kam der Ort mit dem Coburger Land im Erbgang zu den Wettinern und war somit ab 1485 Teil des Kurfürstentums Sachsen, aus dem später das Herzogtum Sachsen-Coburg hervorging.
Bis zum Ende des 16. Jahrhunderts war die Familie von Heßberg Besitzer und Lehnsherr des Ritterguts Birkenmoor. Ihnen folgte der Kantor Max Amling, ein Hofbeamter Herzog Casimirs, der auch das Sternbergschloss Meeder erworben hatte und dessen Familie mindestens 125 Jahre Gutsherren waren. Im Jahr 1618, zu Beginn des Dreißigjährigen Kriegs, lebten in Birkenmoor zwei wehrfähige Männer. Bei Kriegsende war es einer.

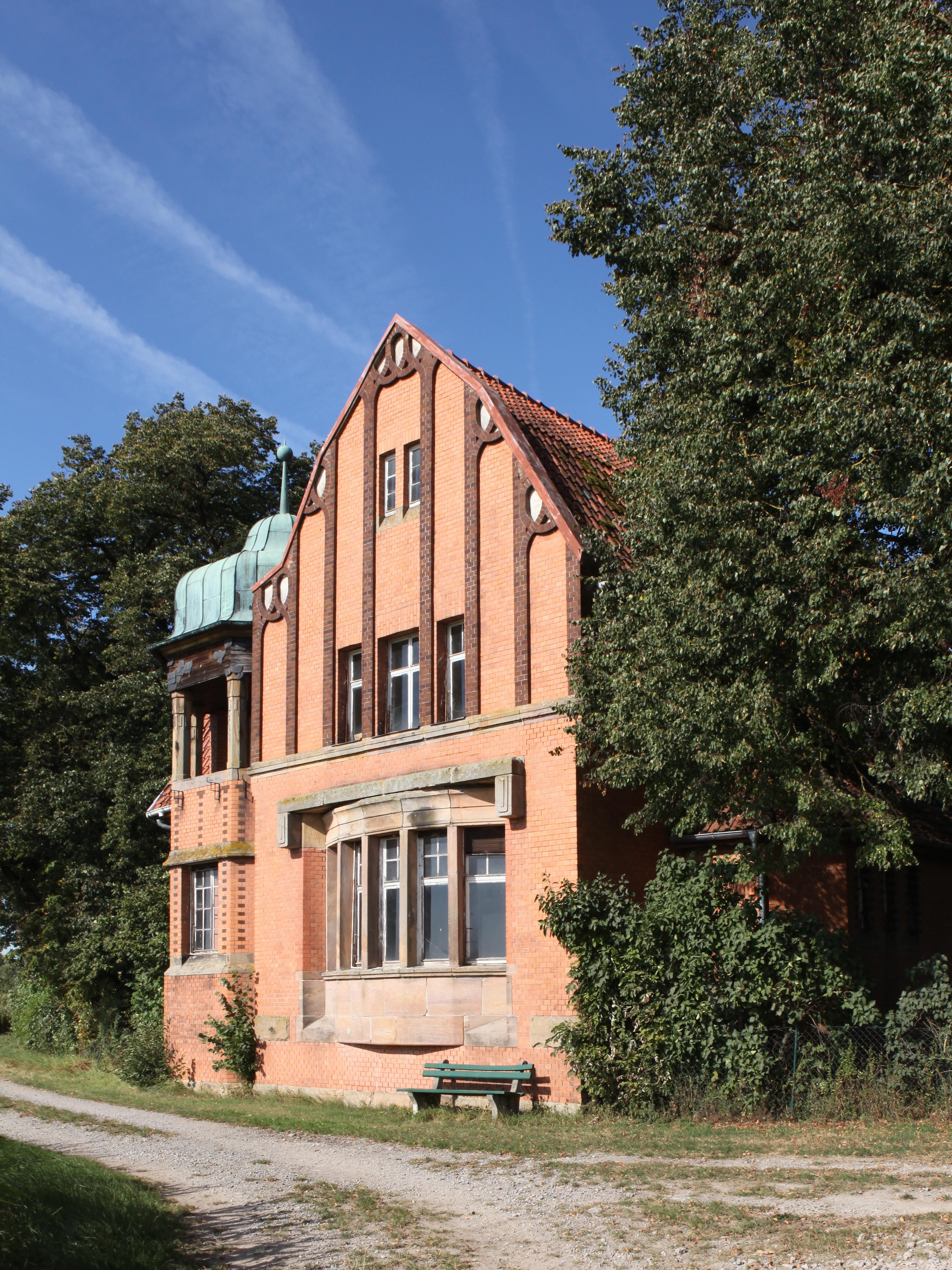
Gutshaus von 1905/1910

1853 wurden die Coburger Gebrüder Frommann Eigentümer des Ritterguts, denen die Coburger Metzgersfamilie Großmann folgte. Tobias Großmann, Eigentümer der C. Großmann GmbH, eines bedeutenden Unternehmens der fleischverarbeitenden Branche, baute das Gut aus und ließ unter anderem zwischen 1905 und 1910 von August Berger ein repräsentatives Jugendstilhaus und um 1920 ein Windrad auf einem Gittermast mit einer Wasserpumpe errichten. Nach Großmanns Tod, er hatte keine Nachkommen, erwarb 1936 ein Weitramsdorfer Möbelfabrikant das Gut für seinen Sohn.
Im Jahr 1868 wurde Birkenmoor nach Meeder eingegliedert. 1987 hatte der  Gemeindeteil 18 Einwohner und 6 Wohnhäuser.

## Einwohnerentwicklung
| Jahr | Einwohnerzahl |
| ---- | ------------- |
| 1928 | 40            |
| 1950 | 56            |
| 1970 | 28            |
| 1987 | 18            |

## Baudenkmäler
Siehe auch: Liste der Baudenkmäler in Birkenmoor
- Schafstadel Birkenmoor